# Distretto di Sardoba
Il distretto di Sardoba è uno degli 8 distretti della Regione di Sirdaryo, in Uzbekistan. Il capoluogo è Pakhtaabad.